# Заборонена реальність
«Заборонена реальність» (рос. Запрещённая реальность) — російський фантастичний бойовик 2009 р., дебютна режисерська робота Костянтина Максимова, екранізація роману Василя Головачова «Смерш 2».

## Сюжет
Контррозвідники Матвій Соболєв і Георгій Курило колись були напарниками. За офіційною інформацією, Матвій загинув при транспортуванні новітньої психотронної зброї. Він вижив, але вирішив вийти з гри, щоб не бути більше пішаком у руках сильних світу цього.
2012 рік, напередодні президентських виборів у Росії. Спокійне життя Соболєва порушує звістка про те, що зброя опинилася в руках організації, що хоче захопити владу в країні та в усьому світі. Цю структуру очолює його колишній напарник, тепер впливова людина, олігарх Курило. Виявляється, що кохана дівчина Матвія, Христина, якось замішана в цій історії. Матвій — єдиний, хто може зупинити катастрофу.
Поступово він розуміє: за цими подіями стоять сили, що існують поза світом людей. У боротьбі з ними Матвій знаходить мудрих покровителів, які допомагають йому розвинути в собі здібності надлюдини. Йому належить подолати біль і страх, увійти у Внутрішнє Коло Хранителів, зрозуміти, що шлях до світла лежить тільки через щире Кохання. Та зіграти вирішальну роль у битві між Вищими силами Добра і Зла.

## Ролі
- Ігор Петренко — Матвій Соболєв
- Олександр Балуєв — Георгій Курило
- Володимир Вдовиченков — Горшин
- Тіна Канделакі — телеведуча Тіна (камео)
- Любов Толкаліна — Поліна
- Анна Ходюш — Христина
- Лев Пригунов — Дикий
- Владислав Котлярський — водій Мордатого
- Борис Сморчков — Дід Прокіп

## Критика
Рейтинг фільму на сайті IMD — 3,9/10,КиноПоиск.ru — 3,1/10.